# Motorola 68HC11

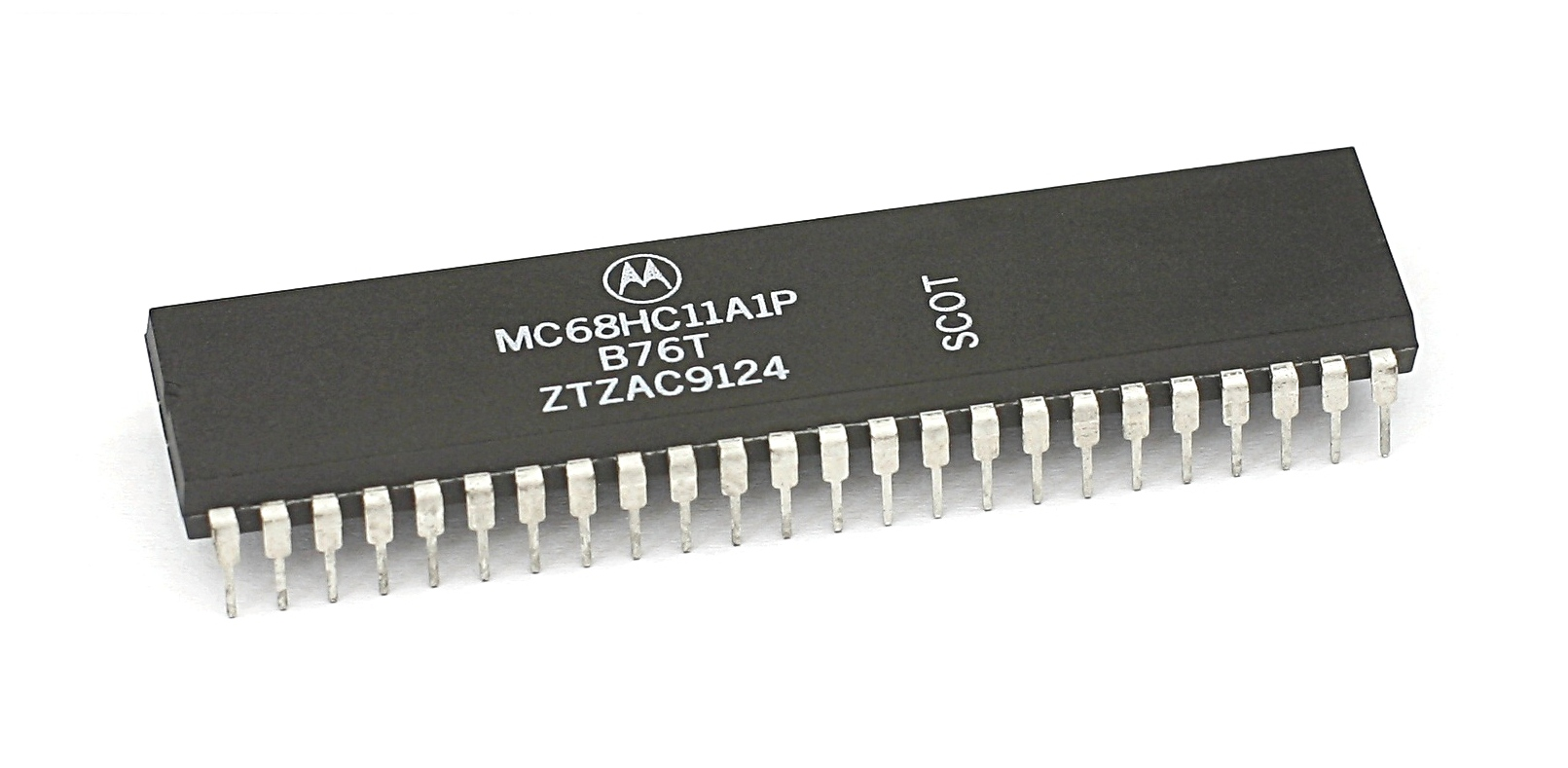
68HC11 in DIP-Gehäuse

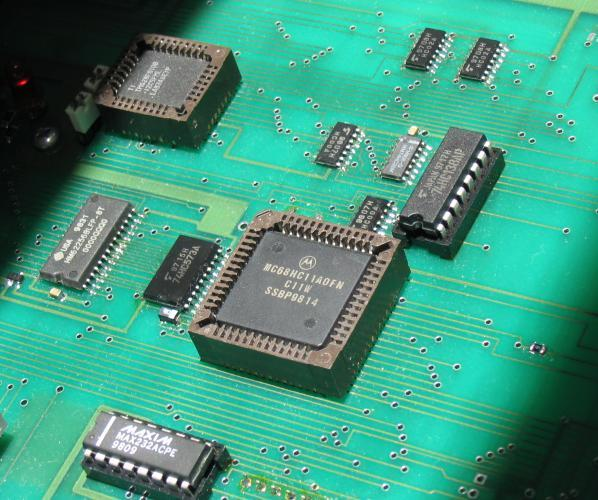
68HC11 in PLCC-Gehäuse

Der Motorola 68HC11 ist ein 8-Bit-Mikrocontroller aus der Familie des Motorola 6800. Er wurde 1984 eingeführt, HC steht dabei, wie bei den Vorgängern 68HC05 und 68HC08 für HCMOS.
Die Prozessorarchitektur ist eine CISC-Architektur mit 8-Bit-Datenbus und 16-Bit-Adressbus und einem 64 KB großen Adressraum. Des Weiteren besitzt der 68HC11 einen 2×8-Bit- oder 1×16-Bit-Akkumulator und ein 2×16-Bit-Indexregister. Der 68HC11 unterstützt Memory mapped IO, eine 16/16-Bit-Division und eine 8×8-Bit-Multiplikation. Die maximale Taktfrequenz beträgt je nach Modell 3 oder 4 MHz.

## Betriebsmodi
- Single-Chip Mode: Die Ports B und C werden für allgemeine, parallele I/O-Operationen verwendet, externer Speicher ist nicht adressierbar.
- Expanded Multiplexed Mode
- Special Test Mode: wird für den internen Produktionstest verwendet, in diesem Modus ist es  möglich, auf die Programmierung der Konfigurationsregister zuzugreifen. Auch unterstützt dieser Modus die Emulation und Debugging während der Entwicklung
- Bootstrap Mode

## Mitglieder der 68HC11-Familie
- A-Serie enthält zusätzlich 8 KB Festwertspeicher, 256 Byte RAM, 512 Byte EEPROM und einen 8×8-Bit-DA-Wandler
- D-Serie
- E-Serie HC811E2 2048 Byte internes EEprom, HC711E9 12K, HC711E20 20K und HC711E32 32K EPROM oder OTPROM
- F-Serie
- G-Serie
- K-Serie